# Alberto Volpi
Alberto Volpi (Saronno, 9 december 1962) is een voormalig Italiaans wielrenner. Hij was beroepsrenner tussen 1984 en 1997 en werd later ploegleider, onder andere bij Team Barloworld en Liquigas-Cannondale.

## Belangrijkste overwinningen
1985
- GP Città di Camaiore

1993
- Wincanton Classic

1995
- 3e etappe Ronde van Frankrijk (ploegentijdrit): met Jevgeni Berzin, Guido Bontempi, Dario Bottaro, Bruno Cenghialta, Gabriele Colombo, Francesco Frattini, Ivan Gotti en Bjarne Riis

## Resultaten in voornaamste wedstrijden
| Jaar | Ronde van Italië | Ronde van Frankrijk | Ronde van Spanje |
| ---- | ---------------- | ------------------- | ---------------- |
| 1985 | 10e              |                     |                  |
| 1986 | opgave           |                     |                  |
| 1987 | 23e              |                     |                  |
| 1988 | 19e              |                     |                  |
| 1989 | opgave           | opgave              |                  |
| 1990 | 38e              | 74e                 |                  |
| 1991 |                  |                     | opgave           |
| 1992 | 29e              |                     |                  |
| 1993 | 24e              |                     |                  |
| 1994 | 35e              |                     |                  |
| 1995 | 45e              | 65e                 |                  |
| 1996 | opgave           |                     |                  |
| 1997 | 16e              |                     |                  |

| Jaar | Milaan-San Remo | Gent-Wevelgem | Amstel Gold Race | Luik-Bast.‑Luik | Ronde van Lombardije | Waalse Pijl | Parijs-Tours | Clásica San Sebastián |  | Wereldranglijsten |
| ---- | --------------- | ------------- | ---------------- | --------------- | -------------------- | ----------- | ------------ | --------------------- |  | ----------------- |
| 1985 | 83e             |               |                  |                 |                      | 45e         | 21e          |                       |  |                   |
| 1986 | 12e             |               |                  |                 |                      | 33e         |              |                       |  |                   |
| 1987 |                 |               |                  | 32e             | 22e                  | 9e          | 53e          |                       |  |                   |
| 1988 |                 |               |                  | 64e             | 22e                  | 26e         |              |                       |  |                   |
| 1989 |                 |               |                  | 11e             | 12e                  | 27e         | 34e          |                       |  |                   |
| 1990 | 45e             |               | 14e              | 21e             | 26e                  | 75e         |              |                       |  |                   |
| 1991 |                 |               |                  | 81e             | 6e                   | 70e         |              | 24e                   |  |                   |
| 1992 | 154e            | 92e           | 40e              |                 | 44e                  |             |              | 69e                   |  |                   |
| 1993 | 51e             |               |                  | 14e             |                      | 75e         |              | ↑                     |  | 4e (UWB)          |
| 1994 | 64e             |               | 4e               | 27e             | 19e                  | opgave      |              |                       |  | 20e (UWB)         |
| 1995 | 46e             |               | 44e              | 36e             |                      | 79e         |              |                       |  |                   |
| 1996 | 137e            |               |                  |                 |                      |             |              |                       |  |                   |
| 1997 |                 |               |                  | 65e             | 44e                  | 59e         | 108e         |                       |  |                   |